# Proyecto Zero (educación)
El Proyecto Zero es un proyecto educativo creado en 1967 perteneciente a la Universidad de Harvard integrado por Howard Gardner, Nelson Goodman, David Perkins y un grupo de investigadores de temas educativos de la Escuela de Educación de Harvard, en Cambridge, Massachusetts, Estados Unidos.

## Historia

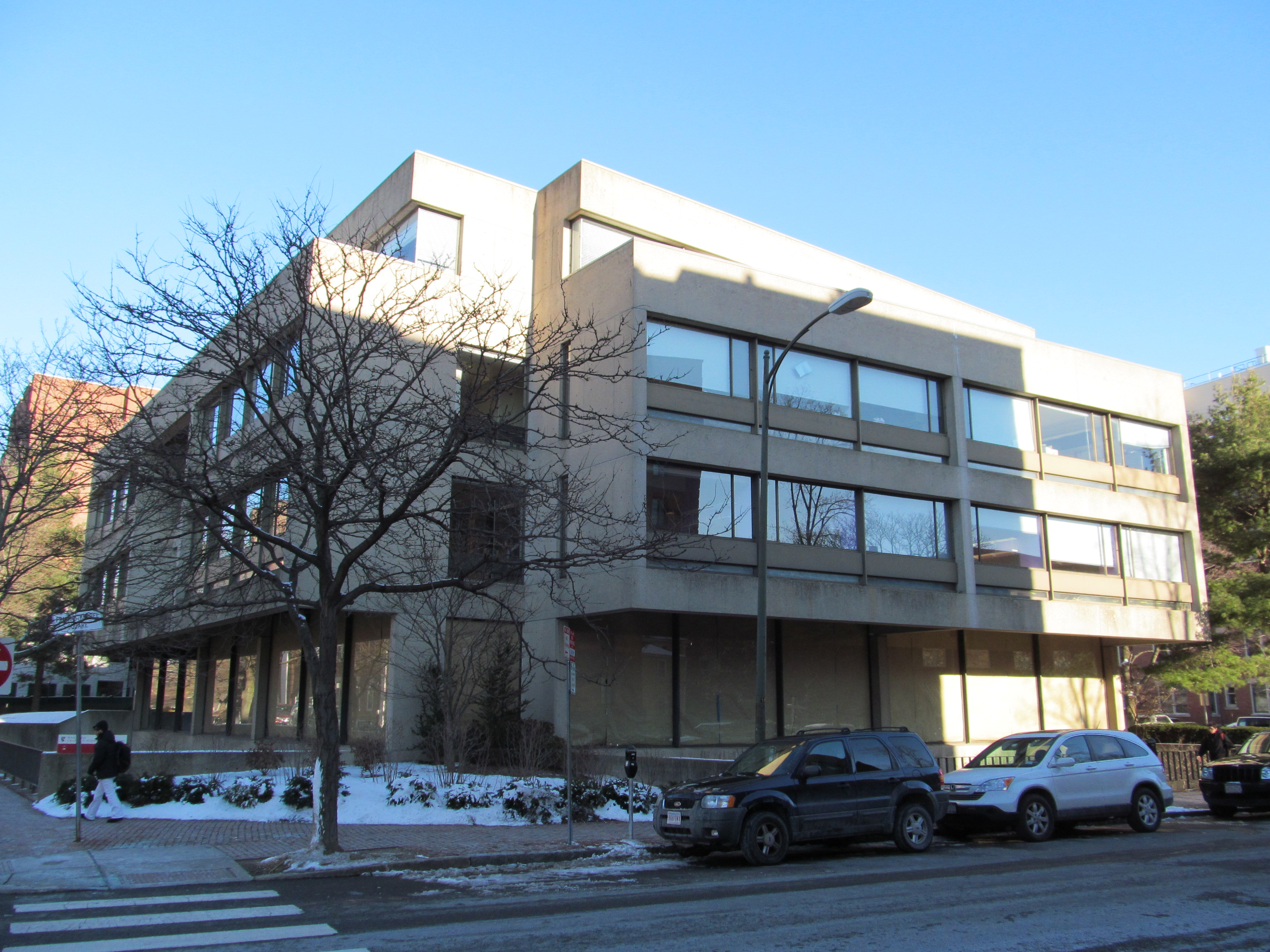
Biblioteca Gutman, Universidad de Harvard, Cambridge, MA, Estados Unidos

El proyecto surge en 1967 en la Biblioteca Gutman en la calle Prescott con la misión de realizar investigación educativa en la Escuela de Educación de la Universidad de Harvard en Estados Unidos.
Entre 1967 y 1971, el grupo queda constituido con la integración de David Perkins, mentor de psicología especialista en inteligencia artificial, Paul Kolers, profesor de psicología, Barbara Leondar destacada en el área de la enseñanza del inglés, John Kennedy, Howard Gardner, Geoffrey Hellman destacado en filosofía y Diana Korzenik, especialista en el desarrollo psicológico, y Frank Dent, exministro de educación y especialista en administración, recursos humanos y gerencia.

## Características
El proyecto investiga los procesos de aprendizaje de niños, adultos y de las organizaciones. 
Tiene como misión la comprensión y la mejora de los procesos cognitivos de pensamiento de orden superior.
Abarca estudios de campo en distintos contextos culturales y en diversos ámbitos interdisciplinarios.

## Proyectos de investigación
El Proyecto Zero trabaja en una serie de proyectos de investigación vinculados a la educación y a la psicología educativa tales como:
- Agencia por diseño (Agency by design)
- Culturas de pensamiento (Cultures of thinking)
- LLM (Leading Learning that Matters)
- El Proyecto del Buen Juego (The Good Play Project)
- El Laboratorio de Innovaciones en el Aprendizaje -LILA (Learning Innovations Laboratory)
- Aprender a Pensar, Pensar para Aprender (Learning to Think, Thinking to Learn)
- El Proyecto de la Comprensión de la Consecuencia (The Understanding of Thinking Project)
- El Proyecto de Estudios Interdisciplinarios Globales (The Interdisciplinary and Global Studies Project)
- Obras de arte en obra (Art Works at Work)
- Los buenos proyectos (The Good Projects)[3]